# 伊森龍屬
伊森龍屬（屬名：Isanosaurus）又譯依珊龍，意為「東北泰國的蜥蜴」，是最早的真正蜥腳下目恐龍之一，採四足方式移動，股骨的長度是人類股骨的兩倍。牠們生存於2億1000萬年前的東南亞。
模式種是I. attavipachi。伊森龍是目前已知最早的恐龍之一，並因此而著名。化石發現於泰國猜也賁府的喃澎組（Nam Phong Formation）砂岩地層，地質年代為三疊紀晚期。
伊森龍的化石是一個部份骨骼，曾遭到嚴重侵蝕，剩下部分包含：1節頸椎、1節背椎、6節尾椎、2個人字形骨、肋骨碎片、左胸骨、右肩胛骨、左股骨。根據估計，該標本的完整身長可能為6.5公尺，是個未完全成長個體。

## 外部連結
- 已知最早的蜥腳下目恐龍（页面存档备份，存于）
- 伊森龍的重建圖與討論